# Jabuka (planina)
Jabuka je planina i visoravan na granici između Srbije i Crne Gore, između gradova Prijepolja i Pljevalja. Njezin najviši vrh Slatina nalazi se na 1412 metara nadmorske visine.